# Jim Corbett
Edward James Corbett, detto Jim (Nainital, 25 luglio 1875 – Nyeri, 19 aprile 1955), è stato un cacciatore e cercatore di piste britannico di fama quasi leggendaria, noto per le sue battute di caccia grossa ai mangiatori-di-uomini in India, poi "convertitosi" all'ambientalismo e divenuto scrittore, studioso di storia naturale ed attivista.

## Biografia
Colonnello dell'esercito britannico, Corbett fu spesso impiegato dalle autorità imperiali nelle Province unite di Agra e Oudh per eliminare i mangiatori-di-uomini nel Kumaon e nel Garhwal. Tale attività gli valse grande notorietà presso le popolazioni locali.
Una volta ritiratosi, Corbett iniziò a scrivere le sue storie di caccia con grande successo sin dai primi titoli (Man-Eaters of Kumaon, Jungle Lore, etc.). Ormai convertitosi alla causa degli ambientalisti, sostenne la necessità di difendere il delicato ecosistema indiano, minato dall'urbanizzazione e dalla caccia indiscriminata ai grandi mammiferi. Grazie al suo impegno e alla rete di contatti creata nei suoi anni di attività, contribuì alla creazione del primo parco nazionale dell'India, il Hailey National Park (1936), poi ribattezzato in suo onore Parco nazionale di Jim Corbett (1957).

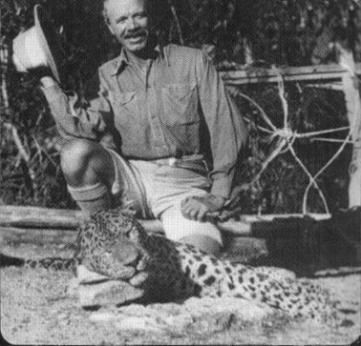
Jim Corbett in posa accanto al cadavere del Leopardo di Rudraprayag (1926)

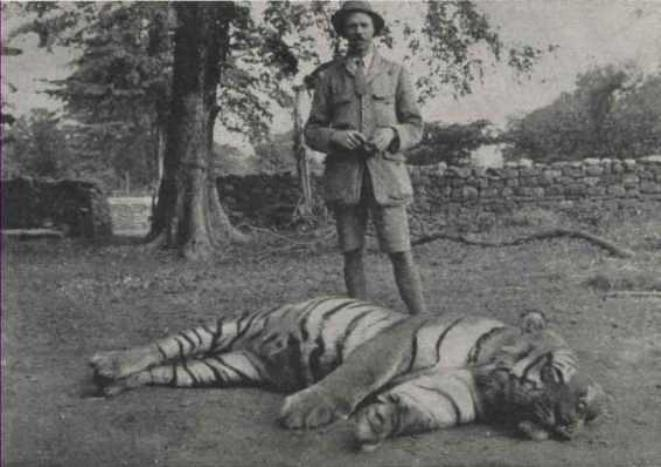
Jim Corbett in posa accanto al cadavere del Baccelliere di Powalgarh (1930)

## Pubblicazioni
- Jungle Stories, pubblicazione privata in sole 100 copie (1935)
- Man-Eaters of Kumaon, Oxford University Press (1944)
- The Man-eating Leopard of Rudraprayag, Oxford University Press (1948)
- My India, Oxford University Press (1952)
- Jungle Lore, Oxford University Press (1953)
- The Temple Tiger and more man-eaters of Kumaon, Oxford University Press(1954)
- Tree Tops, Oxford University Press (1955)
- Jim Corbett's India [a cura di R.E. Hawkins], Oxford University Press (1978, postumo)
- My Kumaon : Uncollected Writings, Oxford University Press (2012, postumo)

## Nei media
La produzione letteraria di Corbett finì inevitabilmente per attirare sui suoi scritti e sulla sua figura le attenzioni dello show business.
La prima trasposizione mediatica delle opere di Jim Corbett data al 1948, quando il successo del libro Man-Eaters of Kumaon convinse Hollywood a produrre il lungometraggio La tigre del Kumaon (film diretto da Byron Haskin ed interpretato da Sabu, Wendell Corey e Joe Page). Completamente avulso dall'opera letteraria, il film fu un fiasco clamoroso.
Ebbe più fortuna la produzione BBC del 1986, Man-Eaters of India, un documentario romanzato con Frederick Treves che impersonava Corbett.
Nel 2002 la IMAX realizzò India: Kingdom of the Tiger chiamando Christopher Heyerdahl ad interpretare Jim Corbett, mentre nel 2005 una produzione BBC televisiva, The Man-Eating Leopard of Rudraprayag, riportò Corbett sugli schermi questa volta nei panni dell'attore Jason Flemyng. Per fortuna quest'ultima produzione è rintracciabile, in lingua originale, su YouTube.